# Fredede fortidsminder på Danmarks søterritorium
Denne liste over fredede fortidsminder på Danmarks søterritorium viser alle fredede fortidsminder, der ikke ligger på land og dermed ikke formelt hører til i en kommune. Listen bygger på data fra Kulturarvsstyrelsen.
| Stednavn                      | Type     | Datering                          | Seværdighed (Verdensarv, National, Lokal, Nej) | ID (Link til Kulturarv.dk) | Koordinater                                   | Billede     | Bemærkning                                |
| ----------------------------- | -------- | --------------------------------- | ---------------------------------------------- | -------------------------- | --------------------------------------------- | ----------- | ----------------------------------------- |
| Bredningen                    | Sagnsten | Historisk Tid (ca. 1067 til 2009) | Nej                                            | 194134                     | 54°41′55″N 11°53′28″Ø / 54.69870°N 11.89124°Ø | Upload foto | Nærmeste kommune er Guldborgsund Kommune  |
| Brunhoved                     | Sagnsten | Historisk Tid (ca. 1067 til 2009) | Nej                                            | 189816                     | 55°01′06″N 12°28′34″Ø / 55.01840°N 12.47614°Ø | Upload foto | Nærmeste kommune er Vordingborg Kommune   |
| Døv' Anders                   | Sagnsten | Historisk Tid (ca. 1067 til 2009) | Nej                                            | 191437                     | 57°27′11″N 10°34′28″Ø / 57.45309°N 10.57458°Ø | Upload foto | Nærmeste kommune er Frederikshavn Kommune |
| Guldborgsund indsejling       | Sagnsten | Historisk Tid (ca. 1067 til 2009) | Nej                                            | 191315                     | 54°57′50″N 11°45′21″Ø / 54.96382°N 11.75589°Ø | Upload foto | Nærmeste kommune er Guldborgsund Kommune  |
| Hirtshals                     | Sagnsten | Historisk Tid (ca. 1067 til 2009) | Nej                                            | 191019                     | 57°35′33″N 9°59′28″Ø / 57.59252°N 9.99121°Ø   | Upload foto | Nærmeste kommune er Hjørring Kommune      |
| Horsens Fjord                 | Sagnsten | Historisk Tid (ca. 1067 til 2009) | Nej                                            | 191399                     | 55°49′27″N 10°03′46″Ø / 55.82417°N 10.06277°Ø | Upload foto | Nærmeste kommune er Hedensted Kommune     |
| Kalundborg Fjord              | Sagnsten | Historisk Tid (ca. 1067 til 2009) | Nej                                            | 190427                     | 55°39′57″N 11°02′00″Ø / 55.66584°N 11.03342°Ø | Upload foto | Nærmeste kommune er Kalundborg Kommune    |
| Kalvestrøm                    | Sagnsten | Historisk Tid (ca. 1067 til 2009) | Nej                                            | 191324                     | 54°57′56″N 12°00′38″Ø / 54.96557°N 12.01048°Ø | Upload foto | Nærmeste kommune er Vordingborg Kommune   |
| Læsø SØ                       | Sagnsten | Historisk Tid (ca. 1067 til 2009) | Nej                                            | 191420                     | 57°17′29″N 11°05′35″Ø / 57.29133°N 11.09303°Ø | Upload foto | Nærmeste kommune er Læsø Kommune          |
| Nykøbing Bugt                 | Sagnsten | Historisk Tid (ca. 1067 til 2009) | Nej                                            | 191403                     | 55°51′06″N 11°42′51″Ø / 55.85175°N 11.71415°Ø | Upload foto | Nærmeste kommune er Odsherred Kommune     |
| Nykøbing Falster - Bredningen | Sagnsten | Historisk Tid (ca. 1067 til 2009) | Nej                                            | 191384                     | 54°43′34″N 11°50′50″Ø / 54.72614°N 11.84736°Ø | Upload foto | Nærmeste kommune er Guldborgsund Kommune  |
| Oddermose Strand              | Sagnsten | Historisk Tid (ca. 1067 til 2009) | Nej                                            | 191332                     | 54°56′55″N 12°18′31″Ø / 54.94875°N 12.30856°Ø | Upload foto | Nærmeste kommune er Vordingborg Kommune   |
| Omø Sund                      | Sagnsten | Historisk Tid (ca. 1067 til 2009) | Nej                                            | 191037                     | 55°11′44″N 11°10′53″Ø / 55.19565°N 11.18137°Ø | Upload foto | Nærmeste kommune er Slagelse Kommune      |
| Saltstenen                    | Sagnsten | Historisk Tid (ca. 1067 til 2009) | Nej                                            | 166147                     | 57°13′00″N 10°59′58″Ø / 57.21661°N 10.99943°Ø | Upload foto | Nærmeste kommune er Læsø Kommune          |
| Sejlstenen                    | Sagnsten | Historisk Tid (ca. 1067 til 2009) | Nej                                            | 191400                     | 55°49′15″N 10°31′34″Ø / 55.82076°N 10.52608°Ø | Upload foto | Nærmeste kommune er Samsø Kommune         |
| Skyumstenen                   | Sagnsten | Historisk Tid (ca. 1067 til 2009) | Nej                                            | 169632                     | 56°50′24″N 8°36′15″Ø / 56.83987°N 8.60428°Ø   | Upload foto | Nærmeste kommune er Thisted Kommune       |
| Snekkersten                   | Sagnsten | Historisk Tid (ca. 1067 til 2009) | Nej                                            | 189894                     | 56°00′46″N 12°35′50″Ø / 56.01286°N 12.59718°Ø | Upload foto | Nærmeste kommune er Helsingør Kommune     |
| Thisted Bredning              | Sagnsten | Historisk Tid (ca. 1067 til 2009) | Nej                                            | 191026                     | 56°56′07″N 8°50′09″Ø / 56.93538°N 8.83595°Ø   | Upload foto | Nærmeste kommune er Morsø Kommune         |
| Tisvildeleje                  | Sagnsten | Historisk Tid (ca. 1067 til 2009) | Nej                                            | 192068                     | 56°03′53″N 12°04′42″Ø / 56.06461°N 12.07823°Ø | Upload foto | Nærmeste kommune er Gribskov Kommune      |
| Vejlø                         | Bro      | Historisk Tid (ca. 1067 til 2009) | Nej                                            | 191004                     | 55°11′16″N 11°43′35″Ø / 55.18768°N 11.72647°Ø | Upload foto | Nærmeste kommune er Næstved Kommune       |
| Vilsund-Visby Bredning        | Sagnsten | Historisk Tid (ca. 1067 til 2009) | Nej                                            | 191028                     | 56°49′07″N 8°37′00″Ø / 56.81873°N 8.61668°Ø   | Upload foto | Nærmeste kommune er Morsø Kommune         |
| Vilsund-Visby Bredning        | Sagnsten | Historisk Tid (ca. 1067 til 2009) | Nej                                            | 191029                     | 56°51′55″N 8°38′42″Ø / 56.86533°N 8.64489°Ø   | Upload foto | Nærmeste kommune er Morsø Kommune         |